# Juan Jesús Gutiérrez Cuevas
Juan Jesús Gutiérrez Cuevas (n. Reinosa, Cantabria, 25 de junio de 1969) es un esquiador de fondo olímpico español. Es hermano del también esquiador Javier Gutiérrez Cuevas.

## Trayectoria
Juan Jesús Gutiérrez Cuevas participó en los XIX Juegos Olímpicos de Invierno de Salt Lake City 2002, XVI Juegos Olímpicos de Invierno de Albertville 1992, XVII Juegos Olímpicos de Lillehammer 1994, XVIII Juegos Olímpicos de Nagano 1998, donde fue el portador de la bandera en la ceremonia de apertura, y XX Juegos Olímpicos de Invierno de Turín 2006.
"Jotas" era un especialista en estilo libre y distancias largas con salida en masa. Sin embargo en España, fue imbatido durante 14 años tanto en estilo clásico como en patinador, desde 1987 hasta 2001, ganando numerosos campeonatos de España y dos veces la Marxa Beret.
En 2008 participó en la I Edición del Duatlón de Invierno de Reinosa, una modificación en el nombre del Triatlón Blanco de Reinosa a causa de la ausencia de nieve, una prueba que se realiza en la localidad de Reinosa, Cantabria, y que se compone de una primera prueba a pie de 9 kilómetros, de un segmento ciclista de unos 24 kilómetros hasta la estación invernal de Alto Campoo y por último de una prueba de esquí de fondo de 10 kilómetros.

## Palmarés
Juan Jesús Gutiérrez Cuevas consiguió un tercer puesto en una Copa del Mundo (Transjurassienne ) y un sexto en Thunder Bay, Canadá, en 1995, noveno en Val di Fiemme, Italia, en 1991 y undécimo puesto en Val di Fiemme de nuevo . También ha ganado tres veces la prestigiosa Marcialonga, así como la Transjurassienne en Francia y el maratón de la Engadina en Suiza, pertenecientes todas ellas al prestigioso calendario de la Worldloppet, que comprende el maratón de esquí más importante de cada país.
Otras victorias internacionales fueron Dobbiaco- Cortina dos veces, Foulée Blanche Autrans dos veces, Val Casies , Italia, una vez.

### Palmarés en los Juegos Olímpicos
| Año  | Sede           | Nombre                      | Especialidad                                           | Puesto                          |
| 1992 | Albertville    | Juan Jesús Gutiérrez Cuevas | Esquí (10 km, 50 km, 10/15 km persecución y 4 × 10 km) | 39.º, 19.º, 37.º y 14.º         |
| 1994 | Lillehammer    | Juan Jesús Gutiérrez Cuevas | Esquí (10 km, 30 km 50 km y 10/15 km persecución)      | 47.º, 30.º, 19.º y 28.º         |
| 1998 | Nagano         | Juan Jesús Gutiérrez Cuevas | Esquí (10 km, 50 km, 10/15 km persecución y 4 × 10 km) | 33.º, retirado, retirado y 19.º |
| 2002 | Salt Lake City | Juan Jesús Gutiérrez Cuevas | Esquí (30 km, 50 km y 10/10 km persecución)            | 17.º, 20.º y 37.º               |
| 2006 | Turín          | Juan Jesús Gutiérrez Cuevas | Esquí (50 km)                                          | 22.º                            |

### Palmarés en los Juegos Olímpicos de Turín 2006
| Nombre                      | Competición           | Fecha                 | Marca     | Puesto |
| --------------------------- | --------------------- | --------------------- | --------- | ------ |
| Esquí de fondo              |                       |                       |           |        |
| Juan Jesús Gutiérrez Cuevas | 50 km salida en grupo | 26 de febrero de 2006 | 2:06:43,3 | 22     |